# Faizon Love
Faizon Andre Love, született Langston Faizon Santisima (Santiago de Cuba, 1968. június 4. –) amerikai színész és komikus.

## Fiatalkora
Langston Faizon Santisima néven született Santiago de Cubában. Katonaszülők gyermekeként jellemezte magát, aki a kaliforniai San Diego délkeleti részén és a New Jersey-i Newarkban nőtt fel. Édesapja az amerikai haditengerészetnél szolgált. A San Diego délkeleti részében fekvő Morse High Schoolban végzett.

## Pályafutása
15 évesen stand-up komikusként kezdte pályafutását. 19 évesen szerepelt először színészként egy Off-Broadway darabban.
A Bébé rosszcsontjai című animációs vígjátékban debütált a filmvásznon: Robin Harris komikus hangját kölcsönözte, aki meghalt, mielőtt a film forgatása megkezdődött volna. Ezt követően szerepet kapott a Robert Townsend főszereplésével készült Meteorember (1993) című szuperhősfilmben. Townsend ezután a The Parent ’Hood című szitkomjában osztott rá szerepet.

## Személye körüli konfliktusok
2014-ben Love egy sor ellentmondásos Twitter-bejegyzést tett közzé a Bill Cosby elleni szexuális zaklatási vádak kapcsán. védelmében trágár szavakkal és rasszista sértésekkel illette annak vádlóit, valamint Hannibal Buress komikust, aki egy stand-up műsorában felhívta a szélesebb nyilvánosság figyelmet ezen vádakra. 2015-ben Love ismét Cosby védelmében tweetelt, „gerinctelen majmoknak” nevezve azokat az afroamerikaiakat, akik elhitték a vádakat.
2017. március 7-én az ohiói Columbusban testi sértés vádjával tartóztatták le. A John Glenn Columbus nemzetközi repülőtér csomagkezelő alkalmazottjával került nézeteltérésbe: a videófelvételek szerint Love a poggyászkiadó területén megragadta őt a nyakán, majd a földre, illetve egy pultra lökte. Love ártatlannak vallotta magát, de később beismerte bűnösségét. 500 dolláros pénzbüntetést, valamint 180 napos felfüggesztett börtönbüntetést kapott.

## Filmográfia

### Film
| Év   | Magyar cím                                     | Eredeti cím                       | Szerep                  | Magyar hang        |
| ---- | ---------------------------------------------- | --------------------------------- | ----------------------- | ------------------ |
| 1992 | Bébé rosszcsontjai                             | Bebe's Kids                       | Robin Harris (hangja)   |                    |
| 1993 | Meteorember                                    | The Meteor Man                    | férj                    |                    |
| 1994 |                                                | Fear of a Black Hat               | Jam Boy                 |                    |
| 1995 | Végre péntek                                   | Friday                            | kukac                   | Sztarenki Pál      |
| 1996 | Ne légy barom, míg iszod a dzsúszod a gettóban | Don't Be a Menace                 | Rufus                   | Pindroch Csaba     |
| 1996 | Hajszál híján szeretem                         | A Thin Line Between Love and Hate | Manny                   | Bácskai János      |
| 1997 | Álmodik a nyomor                               | B.A.P.S.                          | Tiger J                 |                    |
| 1997 | Pénz beszél                                    | Money Talks                       | cellatárs               | Hankó Attila       |
| 1998 | Játékosok klubja                               | The Players Club                  | Peters rendőrtiszt      |                    |
| 2000 | 3 dobás                                        | 3 Strikes                         | Tone                    | Schneider Zoltán   |
| 2000 | A cserecsapat                                  | The Replacements                  | Jahmal Abdul Jackson    | Kárpáti Levente    |
| 2001 | Pofozó pénzmosók                               | Made                              | Horrace                 | Faragó András      |
| 2001 | Csonthülye                                     | Mr Bones                          | Pudbedder               | Gesztesi Károly    |
| 2002 | Sorsdöntő nyár                                 | Blue Crush                        | Leslie                  |                    |
| 2003 | Drogtanya                                      | Wonderland                        | Greg Diles              | Bognár Tamás       |
| 2003 | Kísértés két szólamban                         | The Fighting Temptations          | Luther Washington       |                    |
| 2003 | Mi a manó                                      | Elf                               | Wanda                   | Szatmári Attila    |
| 2003 | Rap-halál                                      | Ride or Die                       | David Rabinawitz        |                    |
| 2004 | Vas                                            | Torque                            | Sonny                   | Szinovál Gyula     |
| 2005 |                                                | The Luau                          | Hustle                  |                    |
| 2005 | Állat                                          | Animal                            | Double T                |                    |
| 2006 | Cserebere szerencse                            | Just My Luck                      | Damon Phillips          | Faragó András      |
| 2006 | Cserebere szerencse                            | Just My Luck                      | Damon Phillips          | Kerekes József     |
| 2006 | Volt egyszer egy másik Amerika                 | Idlewild                          | Sunshine Ace            | Faragó András      |
| 2007 |                                                | Who's Your Caddy?                 | Big Large               |                    |
| 2007 | Télapu karácsonyra                             | The Perfect Holiday               | Jamal                   | Bácskai János      |
| 2008 |                                                | Of Boys and Men                   | Roman                   |                    |
| 2008 |                                                | Days of Wrath                     | Cash Flow               |                    |
| 2009 |                                                | A Day in the Life                 | "Black" Ike Smith       |                    |
| 2009 |                                                | Steppin: The Movie                | -                       |                    |
| 2009 | Páros mellékhatás                              | Couples Retreat                   | Shane                   | Faragó András      |
| 2010 | Ilyen az élet                                  | Life as We Know It                | taxisofőr               | Faragó András      |
| 2011 | Gagyi mami 3. – Mint két tojás                 | Big Mommas: Like Father, Like Son | Kurtis Kool             | Faragó András      |
| 2011 |                                                | King of the Underground           | Faizon                  |                    |
| 2011 | A gondozoo                                     | Zookeeper                         | Bruce, a medve (hangja) | Faragó András      |
| 2011 | A gondozoo                                     | Zookeeper                         | Bruce, a medve (hangja) | Pusztaszeri Kornél |
| 2011 | A gondozoo                                     | Zookeeper                         | Bruce, a medve (hangja) | Bognár Tamás       |
| 2011 |                                                | Budz House                        | Big Shitty              |                    |
| 2012 | Az újságos fiú                                 | The Paperboy                      | komikius                |                    |
| 2013 |                                                | White T                           | Anthony                 |                    |
| 2014 |                                                | Matthew 18                        | Lifton Tyler            |                    |
| 2014 |                                                | Tell                              | Dwight Johnson          |                    |
| 2015 |                                                | November Rule                     | Theo                    |                    |
| 2015 |                                                | Brotherly Love                    | Ron bácsi               |                    |
| 2016 |                                                | She's Got a Plan                  | Dr. Funkman             |                    |
| 2017 |                                                | Grow House                        | Rollin Reg              |                    |
| 2017 |                                                | Ripped                            | Reeves                  |                    |
| 2020 |                                                | Bulletproof 2                     | Jack Carter             |                    |
| 2020 |                                                | She Ball                          | Nagy húsú tonhal        |                    |
| 2020 | Nagypapa hadművelet                            | The War with Grandpa              | David                   | Dózsa Zoltán       |
| 2022 |                                                | Block Party                       | Gus                     |                    |
| 2022 |                                                | Santa Games                       | Santa Charles           |                    |
| 2023 |                                                | Prince of Detroit                 | Teddy Hall              |                    |
| 2023 |                                                | Back on the Strip                 | Desmond 'Da Body' Day   |                    |
| 2023 | Az utolsó megálló Yuma megyében                | The Last Stop in Yuma County      | Vernon                  |                    |

### Televízió
| Év        | Magyar cím             | Eredeti cím                       | Szerep                            | Megjegyzések                                                    |
| --------- | ---------------------- | --------------------------------- | --------------------------------- | --------------------------------------------------------------- |
| 1992      |                        | An Evening at the Improv          | önmaga                            | 1 epizód                                                        |
| 1993      |                        | Def Comedy Jam                    | önmaga                            | 1 epizód                                                        |
| 1995      |                        | What a Cartoon!                   | Pörölykalapács O'posszum (hangja) | 1 epizód                                                        |
| 1995–1998 | A Büszke család        | The Parent 'Hood                  | Wendell Wilcox                    | - visszatérő szereplő (1. évad) - főszereplő (2–4. évad)        |
| 1996      |                        | The Wayans Bros.                  | Nigel Lovejoy                     | 1 epizód                                                        |
| 2002      |                        | Play'd: A Hip Hop Story           | Domino Breed                      | tévéfilm                                                        |
| 2004      |                        | The Big House                     | Warren Cleveland                  | főszereplő                                                      |
| 2004      |                        | That's So Raven                   | Cyrus                             | 1 epizód                                                        |
| 2006      | Mindent bele!          | All You've Got                    | Harlan edző                       | tévéfilm                                                        |
| 2007      | Felhőtlen Philadelphia | It's Always Sunny in Philadelphia | edző                              | 1 epizód                                                        |
| 2008      |                        | Black Poker Stars Invitational    | önmaga                            | vendégszereplő                                                  |
| 2009      | A nevem Earl           | My Name Is Earl                   | Greene tiszteletes                | 1 epizód                                                        |
| 2011      |                        | The Cookout 2                     | David Turner                      | tévéfilm                                                        |
| 2013      |                        | Big Morning Buzz Live             | önmaga                            | 1 epizód                                                        |
| 2013      |                        | Mr. Box Office                    | Big Whane                         | 1 epizód                                                        |
| 2013–2016 |                        | Real Husbands of Hollywood        | önmaga                            | - visszatérő szereplő (1, 4-5. évad) - vendégszereplő (2. évad) |
| 2015–2017 | Feketék fehéren        | Black-ish                         | Sha                               | vendégszereplő (2-3. évad)                                      |
| 2017      |                        | Wild 'N Out                       | önmaga / csapatkapitány           | 1 epizód                                                        |
| 2017      |                        | Hip Hop Squares                   | önmaga                            | visszatérő szereplő                                             |
| 2017      |                        | The New Edition Story             | Maurice Starr                     | 1 epizód                                                        |
| 2018      |                        | Detroiters                        | Farmer Zack                       | 1 epizód                                                        |
| 2018–2022 |                        | Step Up: High Water               | Al Baker                          | főszereplő                                                      |
| 2023      |                        | Diners, Drive-ins and Dives       | önmaga                            | 1 epizód                                                        |
| 2023      | Az Upshaw család       | The Upshaws                       | Terry                             | 1 epizód                                                        |

### Videójátékok
| Év   | Cím                                                    | Szerep                        | Megjegyzések                                                |
| ---- | ------------------------------------------------------ | ----------------------------- | ----------------------------------------------------------- |
| 2004 | Grand Theft Auto: San Andreas                          | Sean "Sweet" Johnson (hangja) |                                                             |
| 2021 | Grand Theft Auto: The Trilogy – The Definitive Edition | Sean "Sweet" Johnson (hangja) | archív felvételek Grand Theft Auto: San Andreas átdolgozása |

## Fordítás
- Ez a szócikk részben vagy egészben  a   Faizon Love című angol Wikipédia-szócikk ezen változatának fordításán alapul.  Az eredeti cikk szerkesztőit annak laptörténete sorolja fel. Ez a jelzés csupán a megfogalmazás eredetét és a szerzői jogokat jelzi, nem szolgál a cikkben szereplő információk forrásmegjelöléseként.